# Hyalocyt
Hyalocyty jsou buňky nacházející se v oku po stranách struktury známé jako sklivec.

## Původ a lokalizace
Hyalocyty se nacházejí na periferní nebo kortikální části sklivce, průměrně 50 μm od vnitřní strany sítnice. Jako migrující (volné) buňky se nacházejí také na epiteliálním povrchu řasnatého tělíska.
Jejich původ není zcela známý. Morfologicky patří k linii monocytů/makrofágů - mají stejný buněčný marker a zároveň neprodukují proteiny charakteristické pro buňky sítnice a gliové buňky, což by napovídalo jejich vývoji z makrofágů a monocytů, funkčně se ale od klasických makrofágů liší.
Jiné studie poukazují na přeměnu hyalocytů z buněk kostní dřeně. Tyto studie se zakládají na výsledcích experimentů s hlodavci, u nichž jsou hyalocyty obměňovány jednou za 7 měsíců. V lidském oku je jich ale oproti hlodavčímu malé množství a tak nelze s jistotou převést fakta zjištěná u hlodavce na člověka.
Možný je také původ z mezenchymálních buněk, neuroglií na sítnici nebo hyaloidního cévního systému. 

## Funkce
Hyalocyty produkují hyaluronovou kyselinu a kolagen.
Kyselina hyaluronová pomáhá udržovat viskozitu sklivce (který je dvakrát až čtyřikrát více viskózní než voda a jeho index lomu je 1,336). Bylo dokázáno, že kumulaci kolagenu a proliferaci hyalocytů výrazně ovlivňuje dostatek vitamínu C (kyselina askorbová). Ta zároveň inhibuje proliferaci buněk tkáně přilehlé ke sklivci. Sklivec obsahuje velké množství kyseliny askorbové v koncentracích několikrát vyšších než je přítomno v plazmě. 
Hyalocyty také fagocytují amyloid, proto se v případě amyloidózy (patologické ukládání proteinu amyloidu), která může být způsobena poruchou funkce hyalocytů a která může způsobovat zákaly, nejdříve objevují glaukomy v zadní kůře sklivce, tedy v místě výskytu hyalocytů.
Životnost a funkce hyalocytů jsou podmíněny faktorem GM-CSF (granulocyte/macrophage colony stimulating factor). V pozdějším prenatálním vývoji zcela zaplňují sklivec, krátce po porodu prudce klesne hladina GM-CSF a hyalocyty podstupují apoptózu. V oku jich pak zůstane jen malé množství.
Hyalocyty mají nepravidelné lalůčkovité jádro, dobře vyvinutý Golgiho aparát, hladké a drsné endoplazmatické retikulum, hodně velkých lysozomálních granulů a fagozomů. V jediné populaci hyalocytů se ale u jednotlivých buněk mohou vyskytovat různé morfologické vlastnosti. Není jasné, zda jsou tyto odlišnosti způsobeny různým původem buněk nebo různým stadiem aktivity a metabolismu.